# Programmatuur voor projectplanning
Projectmanagementsoftware of programmatuur voor projectplanning zijn computerprogramma's die gebruikt worden ter ondersteuning in een project. Ze wordt vaak opgenomen in kantoorsoftwarepakketten.
In principe is bij het uitvoeren van een project (projectmanagement) geen computerprogramma noodzakelijk. Echter bij complexe projecten, met veel deelnemers en wijzigingen van bedrijfs-ERP-systemen, kan projectmanagementsoftware een waardevolle bijdrage leveren.
Met deze programma's kan men een project opdelen in taken middels een Work Breakdown Structure (WBS), die taken schikken in hun onderlinge afhankelijkheden en deze taken eventueel toewijzen aan medewerkers (WBS wordt daarom naast Work Breakdown Structure, ook vaak voor Werk Beheer Systeem gebruikt) Ook geeft het programma inzicht in een project. Op basis van het door de software verkregen inzicht en overzicht kunnen gerichte acties in gang gezet worden. Ook kan achteraf met deze programmatuur het verloop van deze taken worden vastgelegd en daarmee kan worden bepaald of het project in zijn geheel vertraging oploopt. Hiermee wordt het kritieke pad bepaald. Naast de opvolging in de tijd is er ook meestal opvolging qua budget voorzien.
Ingedeeld naar de functies kan er het volgende globale onderscheid worden gemaakt:
- Stand-alone-programma’s. Dit zijn programma’s met een gebruiker. Deze worden vaak toegepast bij kleine projecten met een eenhoofdige aansturing. Binnen de groep ‘stand-alone’-programma’s zijn er programma’s die een specifieke taak van het projectproces ondersteunen (mindmapping, planning, beheer resources etc).
- Netwerkprogramma’s.  Dit zijn programma’s met meerdere gebruikers. Deze worden vaak toegepast bij complexe projecten met veel deelnemers.
- Bedrijfprojectmanagementprogramma’s. Dit zijn programma’s die het gehele projectproces van een of meerdere bedrijven besturen. Deze programma's zijn ook vaak verweven in de bedrijven toegepaste ERP systeem.
- Groupware-programma’s. Dit zijn programma’s die door groepen van bedrijven worden gebruikt. Vaak bepalen deze programma’s de ‘work-flow’ (loop van het werk) in deze bedrijven.

Vaak zijn projectmanagementprogramma’s specifiek voor een bedrijfstak.